# شريان حلزوني
الشرايين الحلزونية (بالإنجليزية: Spiral artery)‏ هي شرايين صغيرة تُزود بطانة الرحم بشكل مؤقت بالدم خلال الطور الأصفري من الدورة الشهرية.

## علم الأنسجة
في علم الأنسجة يُعتبر تحديد وجود هذه الشرايين من أكثر التقنيات المفيدة في تحديد طور الدورة، وفي أثناء الحمل تتحول هذه الشرايين إلى شرايين رحمية مشيمية تساعد في تدفق الدم، وتتغير كالتالي:
- تقل كمية العضلات الملساء وَالصفيحة المرنة في جدار الشريان.
- توسع من 5-10 أضعاف في فواهة الشريان.

يؤدي فشل تحول هذه الشريان أثناء الحمل إلى عدة مضاعفات خطيرة، مِثل: مقدمات الارتعاج (ما قبل تسمم الحمل)، وَتقييد النمو داخل الرحم.